# Gabinete Sarraut I
O Gabinete Sarraut I foi o ministério formado por Albert Sarraut em 26 de outubro de 1933 e dissolvido em 24 de novembro do mesmo ano. Foi o 93º gabinete da Terceira República Francesa, sendo antecedido pelo Gabinete Daladier I e sucedido pelo Gabinete Chautemps II.

## Contexto
Albert Sarraut foi nomeado Presidente do Conselho de Ministros em 26 de outubro de 1933, formando um gabinete de transição (menos de 30 dias de duração) entre o primeiro governo de Édouard Daladier e o segundo governo de Camille Chautemps, acumulando também a pasta da Marinha.

## Composição
- Presidente da República: Albert Lebrun
- Presidente do Conselho de Ministros: Albert Sarraut
- Vice-presidente do Conselho de Ministros: Albert Dalimier
- Ministro dos Estrangeiros: Joseph Paul-Boncour
- Ministro da Justiça: Albert Dalimier
- Ministro do Interior: Camille Chautemps
- Ministro da Guerra: Édouard Daladier
- Ministro das Finanças: Georges Bonnet
- Ministro da Educação Nacional: Anatole de Monzie
- Ministro das Obras Públicas: Joseph Paganon
- Ministro da Agricultura: Henri Queuille
- Ministro do Comércio e Indústria: Laurent Eynac
- Ministro dos Correios, Telégrafos e Telefones: Jean Mistler
- Ministro do Trabalho e Segurança Social: Eugène Frot
- Ministro das Pensões: Hippolyte Ducos
- Ministro da Saúde Pública: Émile Lisbonne
- Ministro das Colônias: François Piétri
- Ministro da Marinha: Albert Sarraut
- Ministro do Ar: Pierre Cot
- Ministro da Marinha Mercante: Jacques Stern
- Ministro do Orçamento: Abel Gardey